# Don McKay
Pour les articles homonymes, voir Donald McKay (homonymie), Fleming et McKay.
Donald Fleming McKay, né le 25 juin 1942 à Owen Sound (Ontario), est un poète canadien vivant actuellement à Victoria (Colombie-Britannique).Il a suivi des cours à l'Université de Western Ontario et à l'Université du pays de Galles. Son œuvre la plus reconnue est Another Gravity pour laquelle il a été récompensé par le Prix du Gouverneur général en 2000 et nommé pour le lucratif Griffin Poetry Prize (en).

## Œuvre
- 1980 : Lependu
- 1980 : Lightning Ball Bait
- 1983 : Birding, Or Desire (nommé pour le Prix du Gouverneur général 1983)
- 1987 : Sanding Down the Rocking Chair on a Windy Night
- 1991 : Night Field (lauréat du Prix du Gouverneur général 1991)
- 1997 : Apparatus (nommé pour le Prix du Gouverneur général 1997)
- 2000 : Another Gravity (lauréat du Prix du Gouverneur général 2000 et finaliste pour le Griffin Poetry Prize (en) 2001)
- 2002 : Vis à Vis: Fieldnotes on Poetry and Wilderness (nommé pour le Prix du Gouverneur général 2002)
- 2004 : Camber (finaliste pour le Griffin Poetry Prize de 2005)
- 2006 : Strike/Slip